# A-IX-2
A-IX-2 – rosyjski kruszący materiał wybuchowy, mieszanina 73% heksogenu, 23% aluminium i 4% wosku. Używany był również przez ZSRR.